# Spektrum (tidskrift och bokförlag)
Spektrum var en litteratur- och kulturtidskrift som utgavs i Stockholm mellan 1931 och 1933. Initiativtagare och redaktörer var Karin Boye, Erik Mesterton och Josef Riwkin. Man hade även ett förlag, som bland annat gav ut Gunnar Ekelöfs första diktsamling sent på jorden (1932).

## Historik och beskrivning

### Tidskriften
Livslängden var endast två år och ett dussintal nummer, men den kom att få stort inflytande på det svenska kulturlivet. Initiativtagarna och redaktörerna Karin Boye, Erik Mesterton och Josef Riwkin hade bakgrund i kretsarna kring rörelsen Clarté och ville skapa ett ”radikalt och hänsynslöst organ för de unga”. Tidskriften ville ge utrymme för nya, radikala idéer inom modernistisk litteratur, filosofi, socialpolitik, konst, musik, arkitektur och psykoanalys.
Gunnar Ekelöf debuterade i det första numret och blev snart också redaktör. Han bidrog även med översättningar av Arthur Rimbaud och Robert Desnos. Nummer sex 1932 var ett temanummer om Harry Martinson med bidrag av bland andra Artur Lundkvist och Eyvind Johnson. I samma nummer publicerade även Karin Boye sin essä Språket bortom logiken. Bland skribenterna märktes också Gunnar Myrdal, Axel Hägerström och Sven Markelius.
Tidskriften Spektrum upphörde våren 1933, efter att ha publicerat ett dussintal nummer. Redaktionen hade vid det laget splittrats, bland annat på grund av meningsskiljaktigheter och vistelser i utlandet. Boye fanns då i Berlin och Mesterton i London. Ekelöf hade drabbats av Kreugerkraschen, vilket innebar att han inte längre kunde agera kulturmecenat utan var tvungen att syssla med "brödskriverier".

### Förlaget
Bokförlaget Spektrum var verksamt från 1932 till 1935. Förlagets första bok i maj 1932 var Ekelöfs debutsamling sent på jorden. Spektrum gav även ut Ekelöfs översättning av André Gides Falskmyntarna, liksom romaner ur Fröknarna von Pahlen-sviten av Agnes von Krusenstjerna.

#### Organisation
Förlaget Spektrum har beskrivits som en ”utvidgning” av tidskriften, och förlagsbolaget grundades för att ordna ekonomin kring tidskriften. Förlagsbolagets organisation är därför sammanvävd med tidskriftens. I första numret av tidskriften – innan förlagsbolaget hade registrerats – anges redaktionens adress som Alströmergatan 32. Efter succén med första numret av tidskriften hyrdes arbetslokal för tidskrift och förlag, tillika kollektivbostad för Spektrumgruppen, på Birger Jarlsgatan 39, men redaktionen och expeditionens adress flyttade inför andra numret av tidskriften till Kungsgatan 17. Förlaget registrerades i december 1931 som Riwkin & Tidström Förlagsaktiebolag. I mars 1932 ändrades bolagets namn till Spektrum Förlagsaktiebolag, och i april började utgivningen. Ägare och kapitaltillskjutare var bland andra Ester Riwkin, Skoglar Tidström och Gunnar Ekelöf, varvid Skoglar Tidstöms och Gunnar Ekelöfs finansiering troligen var avgörande för företaget. Styrelseledamöter i mars 1932 var Josef Riwkin, Skoglar Tidström och Gunnar Ekelöf. Förlaget använde även namnet ”Nutidsromaner”.

## Förlagsutgivningen

### 1932
- Maj: Gunnar Ekelöf, sent på jorden: dikter 1927–31.
- Maj: Hermann Kesten, Lyckliga människor, övers. Ester Riwkin.
- Oktober–december: André Gide, Falskmyntarna, övers. Gunnar Ekelöf. Med en inledning av Vilhelm Scharp.
- December: Channo Riwkin-Brick, Svensk danskonst på scen och i skola: koreografiskt planschverk.

### 1933
- Mars: Tage Thiel, säg ja.
- September: fransk surrealism, red. Gunnar Ekelöf.
- Oktober: August Aichhorn, Psykisk rådgivning.
- Oktober–november: Dan Andersson, 14 dikter. Musik: Gunnar Turesson.
- Oktober–november: Ny musik till ny dikt. Musik: Gunnar Turesson. Dikt: Harry Martinson, Nils Ferlin, Helmer Grundström, Ivar Lo-Johansson.
- November: Osip Dymov, Vlas.
- December: Agnes von Krusenstjerna, Porten vid Johannes (Fröknarna von Pahlen IV).
- December: Agnes von Krusenstjerna, Älskande par (Fröknarna von Pahlen V).

### 1934
- Mars: Tage Thiel, Öar: lyriska noveller.
- Maj: Gerhard Dobbert, Det ryska samhällets organisation.

### 1935
- April: Agnes von Krusenstjerna, Bröllop på Ekered (Fröknarna von Pahlen VI).
- Maj: Agnes von Krusenstjerna, Av samma blod (Fröknarna von Pahlen VII).
- September: Förläggarna, författarna, kritikerna om Agnes von Krusenstjerna och hennes senaste arbeten: dokument till ett incidensfall i den nyaste litteraturhistorien och bidrag till en diskussion om diktning och moral med en efterskrift till Fröknarna från Pahlen av Agnes von Krusenstjerna.

### 1933–1935
- Arkitektur och samhälle (bokserie i åtta delar).